# Idioma valón
El valón (autoglotónimo walon, en francés wallon) es una lengua románica del norte, de la misma rama que el francés, pero diferente de éste, en particular por un aporte léxico y fonético considerable de las lenguas germánicas, y por un carácter de un latín conservador, mucho más importante.
Se habla en el sur de Bélgica, en las provincias del Brabante valón, Lieja (salvo en la parte de habla alemana al este), este de Henao, Namur y Luxemburgo (excepto en la región de Arlon y una franja al sur), así como en la región alrededor de la ciudad francesa de Givet. Es el idioma descendiente del latín más septentrional de toda la familia lingüística. No se debe confundir el valón con el francés que se habla en el sur de Bélgica (picardo). No es un habla uniforme y se divide en los dialectos:
- Liejense (Liégeois), en el este, en la villa de Lieja
- Namurense (Namurois), en el centro, cerca de Namur
- Valón del Oeste (Wallon de l'Ouest), hablado entre Nivelles y Charleroi-Thuin
- Valón del Sur (Wallon du Sud), entre Saint-Hubert y Neufchâteau

Estas hablas, sin embargo, se van perdiendo, ya que eran habladas por el 80 % de la población valona en 1950 y solo por el 50 % en 1980, porque han sido víctimas de la desintegración sintáctica y morfológica.

## Características
Según el libro de Marius Valkhoff, Philologie et littérature wallonnes (1938), los principales rasgos comunes de las hablas valonas eran:
- La a tónica libre se convierte en ei delante de e (veriteit, esteit por vérité, état)
- La e pasa a ie excepto cuando está delante de un sonido nasal (ierbe, viestue)
- La e tónica con un sonido nasal pasa a oi (ei en francés, poine y no peine)
- Conserva la W bilabial germánica (wesp por guêpe, wàrder por garder)
- Kw y gw conservan un sonido labial
- Conserva la u latina en vnou (venido)
- Conserva la s delante de consonante (mèsti, oficio)
- Otros grupos que conserva son e-y = ei, i-l = eil (como corteil-cortil), o-y = oi (coisine-cuisine) y bl = vl = ul (tabla-taule).

La conservación de la "s" latina es sin duda la principal característica que distingue al valón de los demás idiomas de su familia y lo asemeja a los idiomas románicos del sur (p. ej.: finiesse (ventana), tiesse (cabeza), scole (escuela), a comparar con el italiano finestra, testa, scuola y el francés fenêtre, tête, école).
Unos rasgos fonológicos importantes del valón son la pronunciación de las consonantes sonoras como las sordas correspondientes en sílabas cerradas (p. ej.: rodje (rojo) y rotche (roca) se pronuncian ambos exactamente igual); y la imposibilidad de tener más de dos consonantes que se sigan (no se cuentan las "l" y "r" líquidas), lo que obliga a la desaparición de ciertas consonantes o a intercalar vocales: p. ej. la "e" final es muda: wårder (guardar) -> dji wåde (guardo) y no *wårde, la "r" desaparece, p. ej.: li scole (la escuela) -> ene sicole (una escuela) y no ene *scole; boerler (gritar) -> dji boerlêye (grito) y no dji *boerle.
Además, hay diversas diferencias entre las múltiples hablas valonas:
- Existencia del fonema [h] en el valón del este: pèhon (pez) por pèchon (la grafía normalizada propone pexhon).
- El sufijo latino -ellum ha dado -ê (este y sur) o -ia (centro y oeste): batê y batia (barco) (la grafía normalizada propuesta es batea en ambos casos).
- La "o" latina subsiste en los dialectos del centro, este y sur, pero evoluciona a ou hacia el oeste y una parte del sur: rodje y roudje (rojo), la grafía normalizada usa o.
- En cuanto a la morfología verbal, la terminación del perfecto de indicativo del verbo viker (vivir) puede ser dji vik-éve (este), dji vik-eûve (centro), dji vik-o (sur), dji vik-eu (oeste), etc. (la grafía normalizada usa -éve para los verbos del primer grupo en -er, -ive para los verbos del segundo y tercer grupos en -î (ej: netyî, dji netyive; limpiar, limpiaba) y -eu para los demás verbos); también existe una doble morfología con la tercera persona plural en los tiempos del presente del indicativo y del pasado del subjuntivo, al este se utiliza una forma vocal (-èt, -exhe en grafía normalizada) mientras que al oeste se usa una forma con "n+vocal" (-nut, -nuxhe en grafía normalizada), como consecuencia de la presencia o no de esa consonante "n"; la forma raíz del verbo puede ser muy diferente en ciertos casos (p. ej.: doirmi (dormir): i doirmèt / i doimnut; vini (venir): i vnèt / i vegnnut; netyî (limpiar): i netièt / i neteynut)
- En cuanto a diferencias léxicas, la palabra "sucio" se puede llamar mannet (centro y oeste), måssî (este), niche (sur) y yôrd (oeste) (la grafía normalizada conserva todo el léxico).

## Uso social

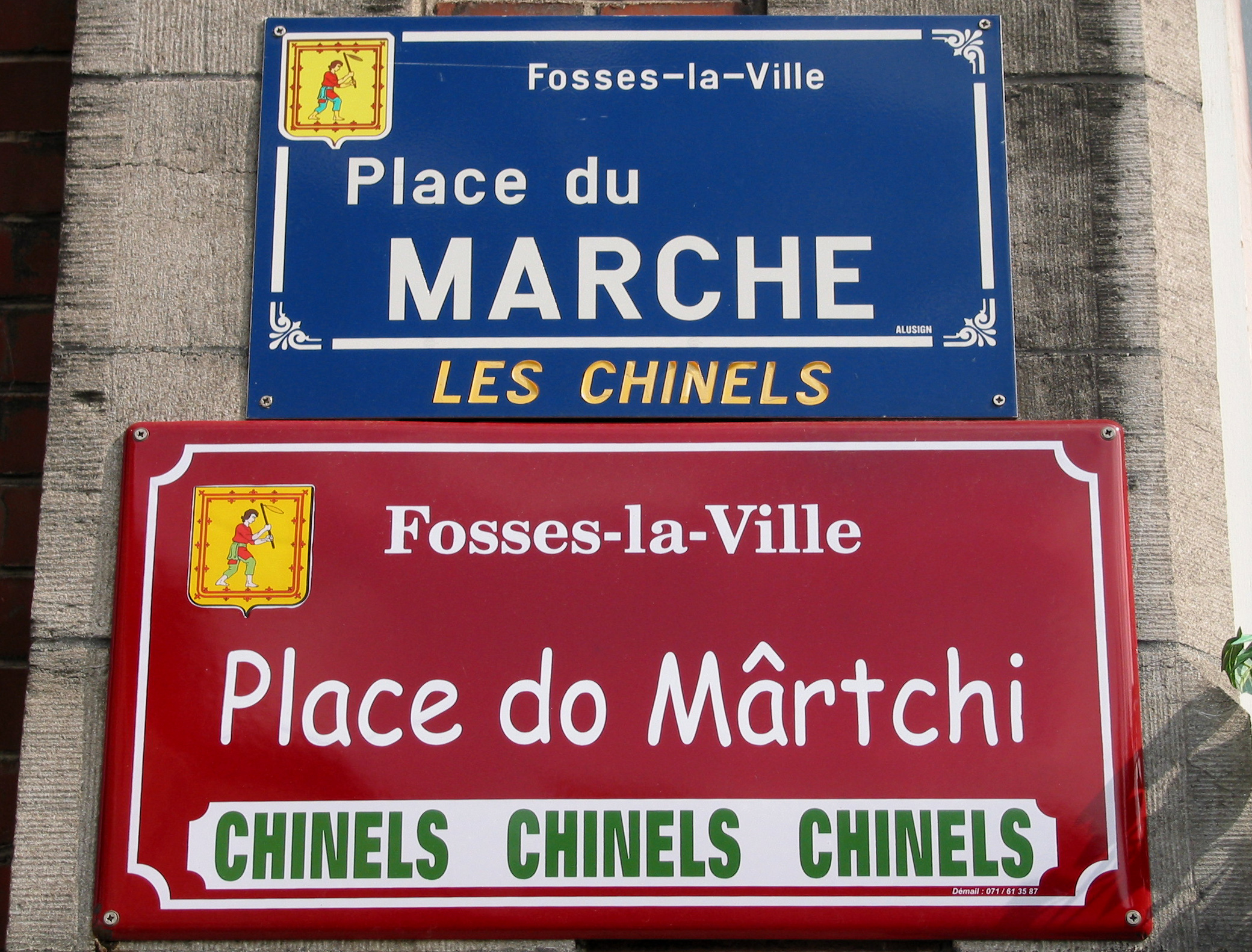
Placas de la plaza del mercado de Fosses-la-Ville: arriba en francés y abajo en valón.

Todas estas hablas todavía permanecen vivas entre los campesinos y mineros, aunque el cultivo literario se hace generalmente en francés normalizado. Pese a que el habla se erosiona, el dialecto todavía se usa en la vida cotidiana, si bien el número de hablantes bajó bruscamente entre 1930 y 1960. Según las encuestas, los hablantes activos comprenden un 35-40 % de la población (3 200 000 personas), entre los jóvenes de 20-30 años solo hay un 10 % de bilingües activos y un 40-60 % de bilingües pasivos en valón; muchos lo entienden, pero muy pocos lo saben escribir. El porcentaje aumenta cuando se trata de gente mayor.
A pesar de eso, la lengua oficial de Valonia es el francés normalizado. Desde noviembre de 1980 se enseña Lengua y Literatura Valona en las escuelas de Lieja, y existe un Instituto Municipal de Lengua y Literatura Valonas, con sede en Charleroi. Está totalmente ausente del mundo educativo, cosa agravada por la falta de una lengua unificada y material didáctico; aun así, hay concursos de redacciones y canciones. La principal asociación es la Union Culturelle Wallonne, que agrupa a 5 federaciones provinciales y 250 agrupaciones locales, la mayoría grupos de teatro y los cinco comités provinciales Walon è scole. Hay dos horas semanales en valón en la televisión (sábado al mediodía) y tres horas semanales en la radio (viernes por la noche). Los diarios y radios privadas le ceden espacio de manera ocasional. La radio de Lieja emite cada vez más programas en valón, y también se usa en la iglesia y en las canciones populares de protesta de los jóvenes ecologistas.
Por otra parte, la Société de Littérature Wallonne, creada en 1856 y con sede en Lieja, promueve su aprendizaje y el uso tanto oral como escrito.

## Ejemplos
| Valón             | Castellano        |
| ----------------- | ----------------- |
| Diè wåde          | Adiós             |
| Bondjoû           | Buenos días       |
| A                 | Hola              |
| Arvèy             | Adiós             |
| Come on-z a dit?  | ¿Cómo se dice?    |
| Comint vos dalez? | ¿Cómo está usted? |
| Dji n’ sai nén    | No sé             |